# Charlotte Flair
Ashley Elizabeth Fliehr (ur. 5 kwietnia 1986 w Charlotte) – amerykańska wrestlerka. Obecnie związana jest kontraktem z federacją WWE, występując w brandzie SmackDown pod pseudonimem ringowym Charlotte Flair, gdzie jest obecną posiadaczką WWE SmackDown Women’s Championship, w swoim rekordowym, szóstym panowaniu.
Jest córką Rica Flaira, członka WWE Hall Of Fame, siostrą wrestlerów Davida Flaira i zmarłego Reida Flaira. Zadebiutowała w rozwojowym brandzie NXT w 2012, zaś dwa lata później zdobyła NXT Women’s Championship i została nagrodzona tytułem debiutantki roku przez magazyn Pro Wrestling Illustrated. Po przeniesieniu do głównego rosteru federacji stała się ostatnią posiadaczką WWE Divas Championship, a także inauguracyjną i rekordowo sześciokrotną WWE Raw Women’s Championką. Oprócz tego sześciokrotnie zdobyła WWE SmackDown Women’s Championship. W kwietniu 2020 po raz drugi sięgnęła po NXT Women’s Championship, zostając jedyną kobietą, która zdobyła owo mistrzostwo na WrestleManii i jeden raz wygrała WWE Women’s Tag Team Championship, w grudniu 2020. Czyni ją to najbardziej utytułowaną zawodniczką, w historii WWE, zdobywając mistrzostwa kobiet tej federacji łącznie 16 razy.
Pojedynek Flair z Sashą Banks na gali Hell in a Cell z października 2016 był pierwszą w historii walką wieczoru kobiet mającej miejsce na gali pay-per-view; był to także pierwszy Hell in a Cell match kobiet. Wraz z Banks otrzymały tytuł najlepszej rywalizacji roku przez Pro Wrestling Illustrated. Tego samego roku, Flair została wybrana przez PWI zawodniczką roku, a także zajęła pierwsze miejsce w PWI Female 50.
Flair jest jedną z trzech kobiet (obok Rondy Rousey i Becky Lynch), które znajdowały się, w pierwszym głównym wydarzeniu kobiet WrestleManii, na 35 edycji owej gali, w 2019 roku.

## Kariera profesjonalnej wrestlerki

### WWE

#### NXT (2012–2015)

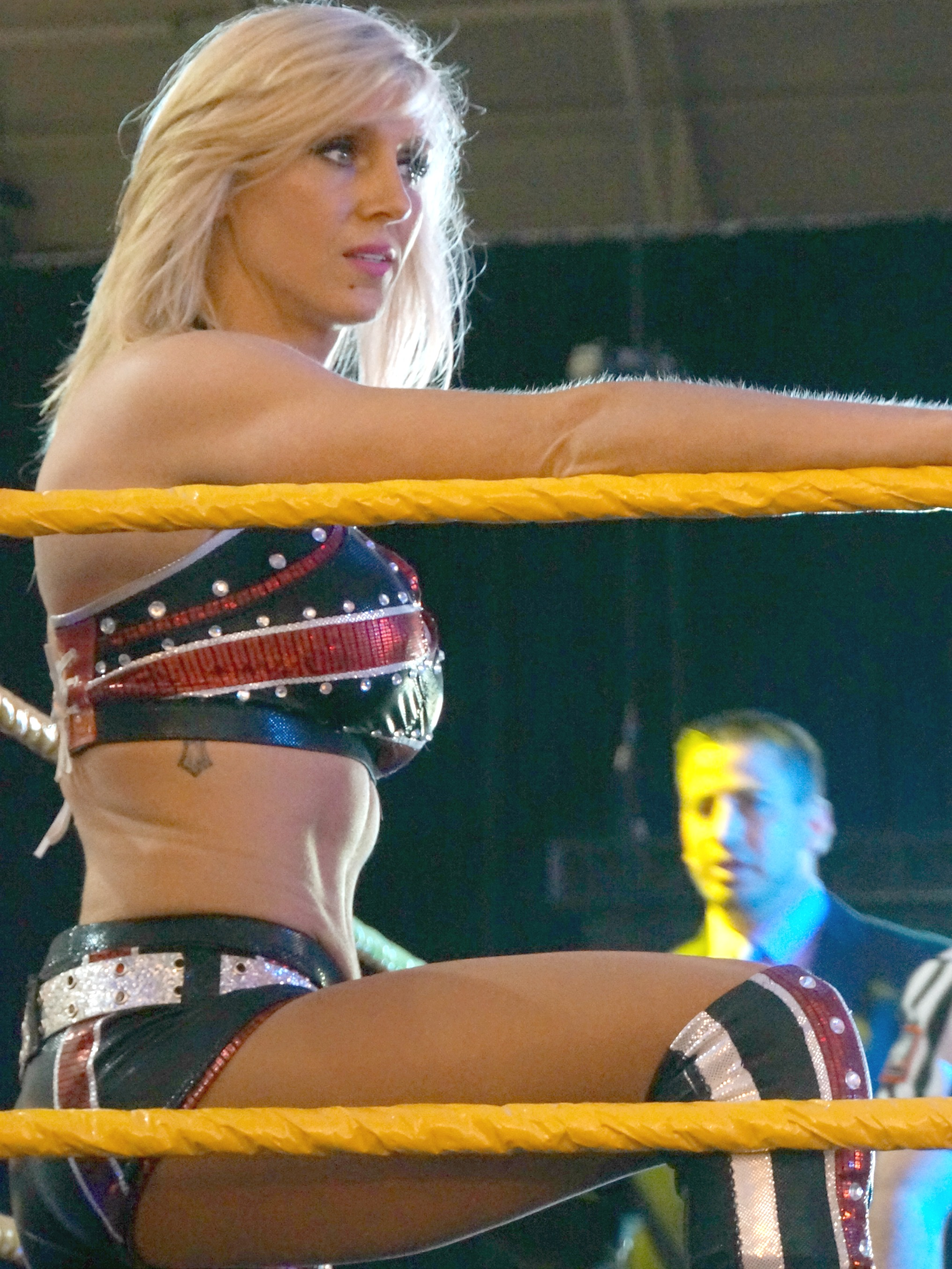
Charlotte w kwietniu 2014

17 maja 2012 Fliehr podpisała kontrakt z WWE, miała występować w rozwojówce federacji – NXT. W swojej pierwszej walce odbytej 17 lipca 2013 pokonała Bayley.
W późnym 2013, utworzyła tag team z Bayley. W jednym z odcinków NXT, BFF’s (Sasha Banks i Summer Rae) próbowały namówić Bayley do przyłączenia się do nich, prowokując Charlotte. 13 listopada Charlotte przeszła heel turn atakując Bayley i dołączając do BFF’s.
W styczniu 2014, po dwumiesięcznej przerwie wymuszonej przez kontuzję, Charlotte powróciła do ringu i utworzyła tag team z Sashą Banks po tym, jak Summer Rae awansowała do głównego rosteru WWE. Rywalizowała z Paige, czego owocem była walka tag teamowa, w której Charlotte i Banks pokonały Paige i Emmę.
W maju wygrała turniej o zwakowany pas NXT Woman’s Championship, w finale pokonując Natalyę na NXT TakeOver. 6 czerwca Charlotte pokonała Bayley dzięki interwencji powracającej po 4 miesiącach Summer Rae. Po walce BFF’s chciały zaatakować pokonaną Divę, jednak wycofały się, gdy na pomoc Bayley przybyły Emma i Paige. Tydzień później BFF’s przegrały Six-Women Tag Team Match. 3 lipca po wygranym starciu z Bayley i Becky Lynch, Charlotte zostawiła Banks samą w ringu przeciwko Bayley, gdy ta ją zaatakowała. Później tego wieczoru Banks ogłosiła, że odchodzi z BFF’s.
Charlotte pokonała Bayley w pojedynku o pas NXT Women’s Championship na NXT TakeOver: Fatal 4-Way, a po walce obroniła Bayley przed Sashą Banks. Po kolejnej wygranej walce z Bayley, Charlotte objęła przeciwniczkę i uścisnęła jej dłoń. Charlotte pierwszy raz pojawiła się na Raw 8 grudnia 2014 roku (odcinek specjalny – gala rozdania nagród Slammy Awards), przegrała wtedy w pojedynku z Natalyą. Obroniła swój pas na NXT TakeOver: R Evolution w walce przeciwko Banks, jak również w rewanżach w następnych tygodniach. Po 258 dniach panowania jako mistrzyni kobiet NXT, straciła swój tytuł na rzecz Banks na NXT TakeOver: Rival, w Fatal Four-Way Matchu, w którym brały też udział Bayley i Becky Lynch.
Na NXT TakeOver: Unstoppable, wraz z Bayley pokonała Emmę i Danę Brooke. Następnie pokonała je jeszcze raz, tym razem wspólnie ze swoją rywalką Sashą Banks. Po walce wyzwała Banks na pojedynek o NXT Women’s Championship. Banks przyjęła wyzwanie, 15 lipca pokonała Charlotte, po czym podniosła rękę Charlotte do góry, okazując jej szacunek.

#### Rewolucja kobiet (2015–2016)
Charlotte zadebiutowała w głównym rosterze WWE 13 lipca 2015, wraz z Becky Lynch i Sashą Banks, po tym, jak Stephanie McMahon ogłosiła „rewolucję” w dywizji Div. Charlotte i Lynch dołączyły do Paige, która rywalizowała wówczas z Team Bella (Alicia Fox, Brie i Nikki Bella), a Banks połączyła siły z Taminą i Naomi. Paige, Charlotte i Becky Lynch nazwały swoją drużynę „Submission Sorority”, lecz później nazwa została skrócona do „Team PCB” (inicjały trójki Div). 19 lipca na Battleground Charlotte pokonała Banks i Brie Bellę w Triple–Threat Matchu. Trzy drużyny spotkały się w ringu na SummerSlam w Three Team Elimination Matchu, który wygrało Team PCB.
Charlotte wygrała pierwsze w historii „Divas Beat The Clock challenge” i stała się pretendentką do pasa Divas Championship. Choć jej pojedynek z mistrzynią, Nikki Bellą, pierwotnie zapowiadany był na Night of Champions, walka została przełożona na 14 września. Charlotte wygrała starcie przez dyskwalifikację, nie wygrała jednak tytułu, przez co Nikki Bella stała się najdłużej panującą mistrzynią Div w historii WWE. Charlotte ponownie zawalczyła z Nikki Bellą 20 września na Night of Champions. Pojedynek wygrała, stając się nową mistrzynią Div. Podczas świętowania zwycięstwa Charlotte, Paige wyszła na rampę i wygłosiła promo krytykujące swoje koleżanki z Team PCB i resztę Div. W następnych tygodniach Paige próbowała naprawić swoje stosunki z Charlotte i Lynch, jednak dzień po tym, jak Charlotte obroniła swój pas na Hell in a Cell, Paige zdradziła koleżanki z drużyny atakując je. Charlotte trzy razy pokonała Paige w walkach o pas Divas Championship: na Survivor Series w listopadzie, na odcinku Raw dzień po gali oraz na gali TLC: Tables, Ladders and Chairs w grudniu 2015.
Pod koniec listopada Charlotte zaczęła objawiać cechy antagonisty, a jej przyjaźń z Becky Lynch zaczęła się rozpadać. 4 stycznia 2016 Charlotte ostatecznie zaatakowała Lynch, a następnie pokonała ją w dwóch pojedynkach o pas mistrzowski: 7 stycznia na SmackDown i na Royal Rumble. Zaczęła rywalizować z Brie Bellą; Bella pokonała ją 1 lutego na Raw, zaś 15 lutego Charlotte przerwała wywiad Belli i zwyzywała Brie i jej męża, Daniela Bryana. Na gali Fastlane pokonała Bellę w starciu o Divas Championship. Po tygodniach zaciętej rywalizacji Charlotte z Lynch i Banks, ogłoszono Triple Threat match pomiędzy trzema zawodniczkami na WrestleManii 32. 12 marca na gali Roadblock pokonała Natalyę w walce o Divas Championship.

#### Raw Women’s Champion (2016–2017)

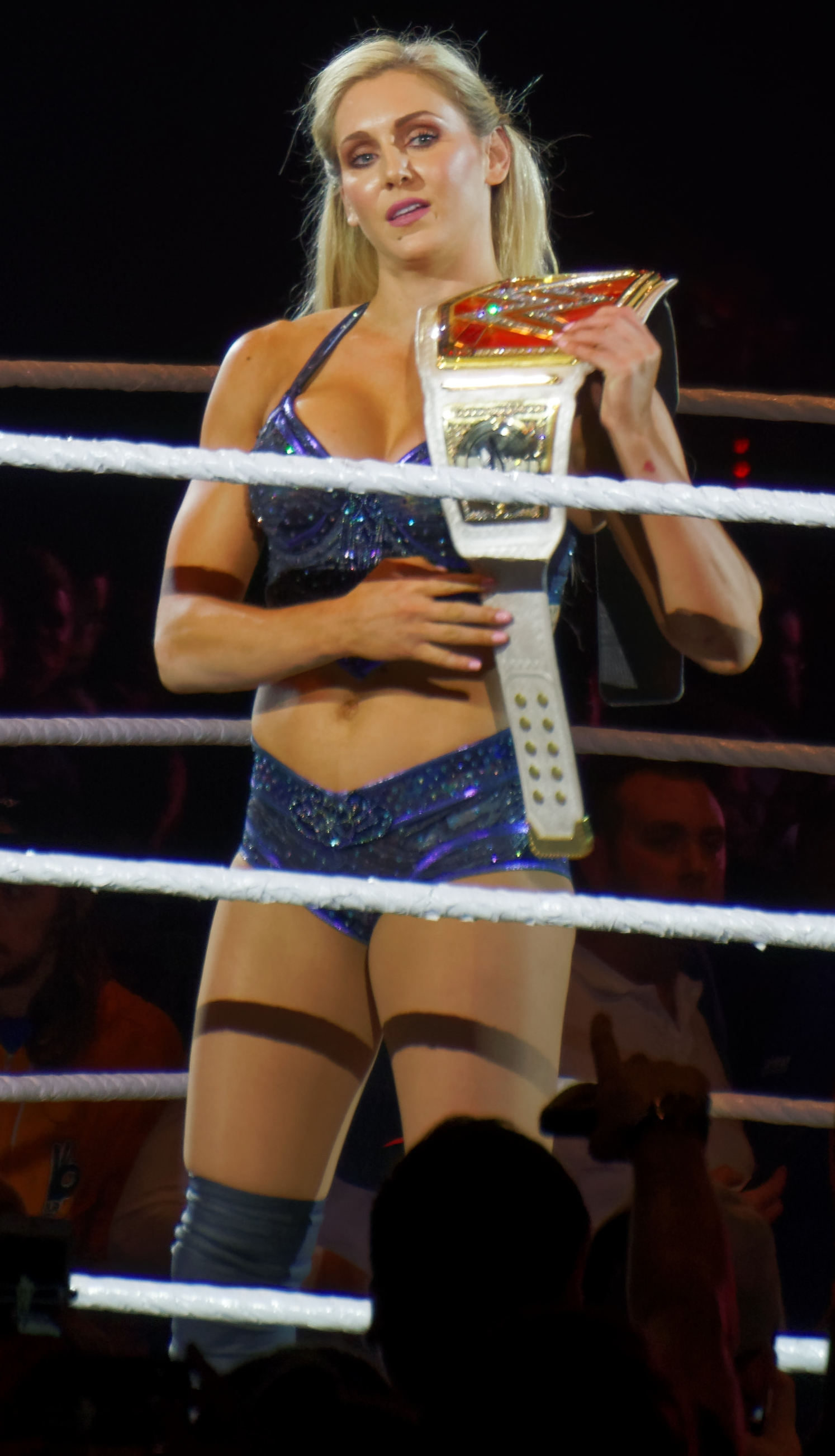
Flair z tytułem Raw Women’s Championship we wrześniu 2016

Na WrestleManii wygrała Triple Threat match o nowy tytuł federacji – Women’s Championship. Tym samym stała się również ostatnią w historii posiadaczką Divas Championship. Charlotte skonfrontowała się z Natalyą noc później na Raw, a tydzień później obroniła pas mistrzowski w walce z nią. 18 kwietnia, Shane McMahon ustalił datę walki rewanżowej pomiędzy zawodniczkami na galę Payback. Tego samego dnia Natalya wyjawiła, że w jej narożniku stanie jej wujek, Bret Hart. Na gali, Charlotte pokonała Natalyę w kontrowersyjny sposób; sędzia Charles Robinson zakończył pojedynek gdy Charlotte wykonała Sharpshooter na rywalce, pomimo iż Natalya nie poddała się. Było to nawiązanie do niesławnego „Montreal Screwjobu”. Miesiąc później, mistrzyni obroniła tytuł mistrzowski w Submission matchu z Natalyą. W walkę zainterweniowała przebrana za Rica Flaira Dana Brooke. Następnej nocy, Charlotte odwróciła się od ojca, twierdząc, że „już go nie potrzebuje” i połączyła siły z Brooke. Na Money in the Bank, Charlotte i Brooke pokonały Becky Lynch i Natalyę w starciu drużynowym, a po gali rozpoczęły rywalizację z powracającą Sashą Banks. W lipcu, w wyniku WWE Draftu, Charlotte stała się członkinią brandu Raw. Na Battleground, Banks i debiutująca w głównym rosterze Bayley pokonały Charlotte i Brooke. Dzień później, na pierwszym Raw po drugim podziale na brandy, Sasha Banks zakończyła trwające 114 dni panowanie Charlotte, zdobywając mistrzostwo po raz pierwszy.
Na gali SummerSlam, Charlotte odzyskała tytuł mistrzowski w walce rewanżowej. Po gali rozpoczęła rywalizację z Bayley. 5 września Sasha Banks ogłosiła, że wykorzysta przysługujący jej rewanż na Clash of Champions; ostatecznie w walce wzięła też udział Bayley, a wygrała ją Charlotte. 3 października 2016 Charlotte zmierzyła się z Sashą Banks w walce wieczoru Raw i została przez nią pokonana, tracąc WWE Raw Women’s Championship po 45 dniach panowania. 30 października, na gali Hell in a Cell zawalczyła z Banks w pierwszym w historii Hell in a Cell matchu kobiet. Pokonała Banks, stając się trzykrotną posiadaczką tytułu. Był to również pierwszy raz, kiedy kobiety wystąpiły w walce wieczoru gali pay-per-view WWE. Następnej nocy na odcinku Raw, Charlotte ogłosiła się kapitanką żeńskiej drużyny Raw na galę Survivor Series. Drużyna Raw pokonała zespół SmackDown, podczas gdy Charlotte i Bayley były właściwymi zwyciężczyniami pojedynku, lecz po walce Charlotte zaatakowała Bayley.
28 listopada na tygodniówce Raw, Banks wykorzystała klauzulę rewanżu i Charlotte przegrała z nią w Falls Count Anywhere matchu tracąc Raw Women’s Championship na jej rzecz po raz trzeci. W następnym tygodniu ogłoszono rewanż pomiędzy dwójką na galę Roadblock: End of the Line, w którym zawalczyły w 30-minutowym Iron Man matchu. Na tym samym odcinku Raw, Charlotte zaprosiła swojego ojca Rica do ringu by publicznie go przeprosić, lecz po chwili spoliczkowała ją argumentując, że ten się od niej odwrócił w połowie roku. Na gali Roadblock, Charlotte po raz czwarty zdobyła Raw Women’s Championship po pokonaniu Banks w Iron Man matchu z wynikiem 3-2 (po remisie i zgodzie na dokończenie walki z decydującym przypięciem).
Na gali Royal Rumble obroniła tytuł w walce z Bayley. Ich kolejną walkę wyznaczono na odcinek Raw z 13 lutego, podczas którego po interwencji ze strony Banks, Charlotte straciła tytuł na rzecz Bayley. Przegrała w rewanżu z Bayley na gali Fastlane, co stanowiło jej pierwszą porażkę na galach pay-per-view. Na WrestleManii 33 wzięła udział w Fatal 4-way elimination matchu o tytuł, lecz Bayley ponownie pokonała ją, Nię Jax oraz Sashę Banks.

#### SmackDown Women’s Champion (2017–2018)

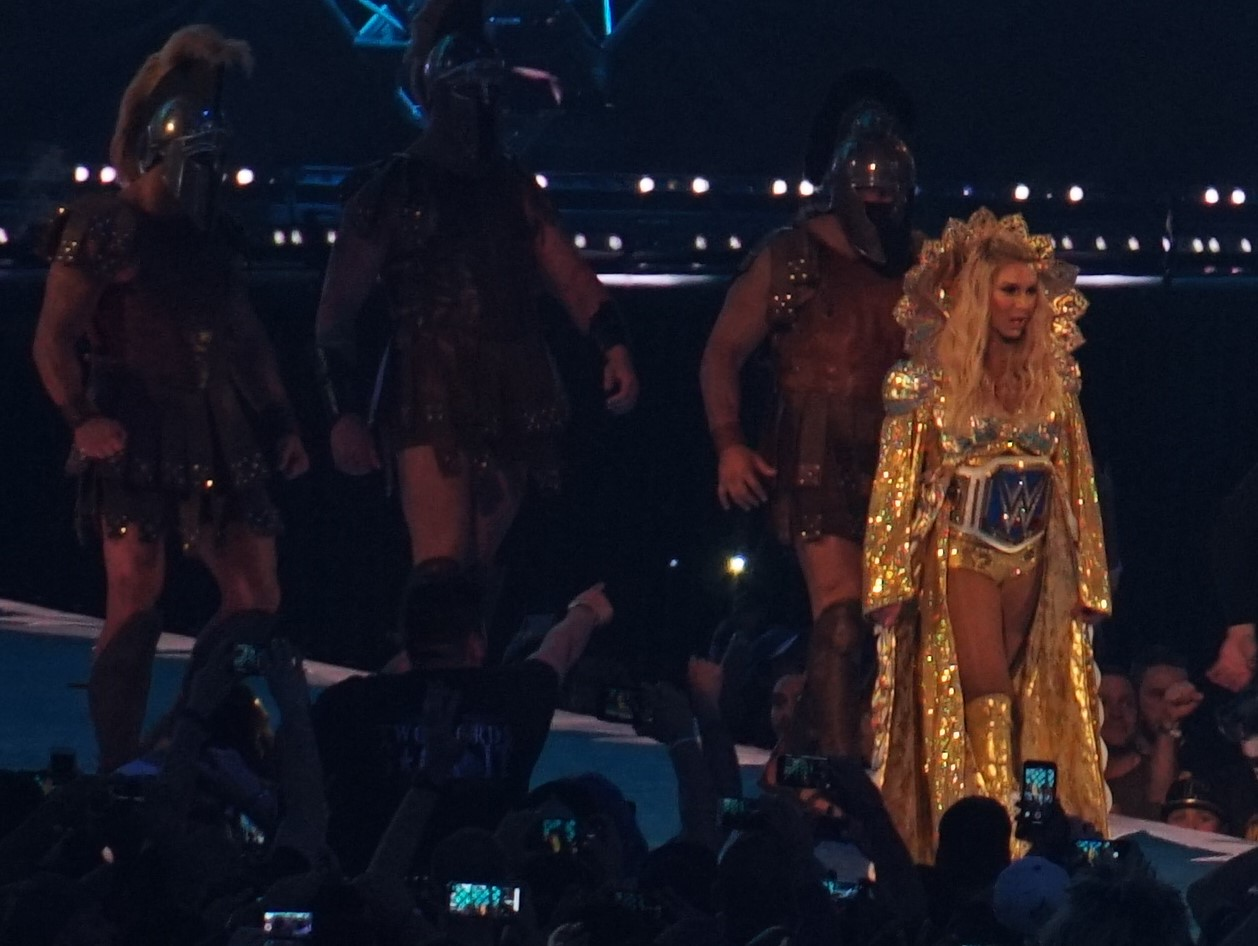
Flair podczas swojego wejścia na WrestleManii 34

11 kwietnia 2017 roku Flair została przeniesiona do marki SmackDown w ramach Superstar Shake-up. W następnym tygodniu na SmackDown Live pokonała mistrzynię SmackDown Women’s Naomi w meczu bez tytułu, aby zdobyć szansę na tytuł, gdzie mecz zakończył się bez konkursu po tym jak, The Welcome Committee (Natalya, Carmella i Tamina) zaatakowały obie zawodniczki. W maju Flair sprzymierzyła się z Becky Lynch i Naomi przeciwko The Welcome Committee. Na Backlash, The Welcome Committee, pokonały Flair, Naomi i Lynch w meczu drużynowym z sześcioma kobietami. Wkrótce potem Flair rywalizowała na Money in the Bank, jako część pierwszego w historii kobicego Money in the Bank ladder matchu, który wygrała Carmella. 23 lipca na Battleground, Flair rywalizowała w pięcioosobowym meczu eliminacyjnym, aby wyłonić pretendentkę numer jeden do tytułu, ale była ostatnią wyeliminowaną kobietą, który ostatecznie zwyciężyła Natalya. Po przerwie, aby pomóc ojcu w jego uzasadnionych problemach zdrowotnych, Flair wróciła do SmackDown 19 września, dziękując WWE Universe za wsparcie jej rodziny. Później tego wieczoru wygrała fatalny czteroosobową walkę, stając się pretendentką numer jeden do mistrzostw kobiet SmackDown, należących do Natalyi. 8 października, w Hell in a Cell, Natalya zachowała swój tytuł nad Flair, gdy zaatakowała ją stalowym krzesłem, powodując zwycięstwo Flair przez dyskwalifikację. 14 listopada na odcinku SmackDown, Flair pokonała Natalyę w rewanżu, aby zdobyć tytuł w jej rodzinnym mieście zostając pierwszą zapaśniczką, która wygrała mistrzostwa kobiet Divas, NXT, Raw i SmackDown. Po wygranej Flair zastąpiła Natalyę, w międzybrandowym meczu mistrz kontra mistrz z mistrzynią kobiet Raw Alexą Bliss na Survivor Series, który wygrała. Miesiąc później, na Clash of Champions 17 grudnia, Flair zachowała tytuł przeciwko Natalyi w lumberjack matchu.
Pod koniec 2017 roku Flair ponownie sprzymierzyła się z Becky Lynch i Naomi, aby rozpocząć feud, z debiutującym zespołem The Riott Squad (Ruby Riott, Liv Morgan i Sarah Logan), po tym, jak debiutanci zaatakowali ich. Na Fastlane, 11 marca 2018 r. Flair pokonał Ruby Riott, aby zachować mistrzostwo kobiet SmackDown, a następnie został wyzwany przez zwycięzcę Royal Rumble, Asukę. Flair wygrała kolejny mecz o tytuł na WrestleManii 34, poddając Asukę, kończąc jej passę niepokonanego pretendenta po 914 dniach. Dwa dni później, 10 kwietnia na odcinku SmackDown, The IIconics (Peyton Royce i Billie Kay) zaatakowały Flair podczas promo. Carmella skorzystała z okazji, aby wykorzystać swój kontrakt Money in the Bank i wygrała mistrzostwo, kończąc panowanie Flair po 147 dniach, które jest drugim najdłuższym panowaniem zaraz po drugim panowaniu Bayley. Flair nie odzyskała tytułu w rewanżu 6 maja na Backlash. W czerwcu Flair rywalizowała, w swoim drugim meczu Money in the Bank, który ostatecznie wygrała Alexa Bliss. Po tym wydarzeniu Flair wzięła wolny czas, aby przejść operację z powodu pękniętego implantu piersi.

#### Feud z Becky Lynch (2018–2019)
Flair powróciła 31 lipca na SmackDown, ratując Becky Lynch przed atakiem Carmelli. Później pokonała Carmellę i została umieszczona w meczu o mistrzostwo pomiędzy Carmellą a Becky Lynch na SummerSlam, co czyni go triple theart. Na imprezie, Flair przypiął Lynch, aby wygrać Mistrzostwa Kobiet SmackDown po raz drugi w jej karierze. Po zwycięstwie Flair stała się drugą kobietą w historii WWE, która posiadała siedem mistrzostw kobiet, obok WWE Hall of Famer Trish Stratus. Po meczu, Lynch zaatakowała Flaira, wywołując feud między nimi, co doprowadziło do meczu na Hell in a Cell 16 września, na którym Flair straciła tytuł na rzecz Lynch. Flair pokonała Lynch, przez dyskwalifikację, o mistrzostwo na Super Show-Down, ale nie udało jej się wygrać rewanżu dwa dni później, 8 października na odcinku SmackDown, który zakończył się podwójnym liczeniem. W rezultacie Flair otrzymała kolejną szansę na tytuł przeciwko Lynch, w pierwszym meczu Last Woman Standing na Evolution, w którym Lynch pokonała Flair.
W listopadzie Flair została wybrana przez Becky Lynch jako jej zastępca w meczu z mistrzynią kobiet Raw Rondą Rousey na Survivor Series, którą przegrała przez dyskwalifikację po brutalnym ataku na Rousey kijem do kendo i krzesłem. W następnym miesiącu, 16 grudnia na TLC, Flair rywalizowała w pierwszym w historii kobiecym Tables, Ladders and Chairs matchu przeciwko Lynch i Asuce o Mistrzostwo kobiet SmackDown, który wygrała Asuka, po tym jak Rousey zepchnęła Flair i Lynch z drabiny.
27 stycznia 2019 na Royal Rumble, Flair rywalizowała, w kobiecym meczu Royal Rumble trwającym 50:01 minut, gdzie wyeliminowała pięć kobiet i była ostatnią kobietą wyeliminowaną przez zwyciężczynię, Becky Lynch. W rezultacie Lynch wygrała walkę o tytuł przeciwko mistrzyni kobiet Raw, Ronda Rousey, na WrestleManii 35. Jednak w lutym Vince McMahon (kayfabe) zawiesił Lynch na 60 dni i zastąpiła ją Flair. Na Fastlane, Lynch pokonała Flair przez dyskwalifikację, po tym, jak Rousey zaatakowała Lynch, by dać jej zwycięstwo, co sprawiło, że walka o tytuł na WrestleManii stała się triple threat. Zaledwie kilka dni przed WrestleManią, 26 marca na odcinku SmackDown, Flair pokonała Asukę, by po raz trzeci wygrać SmackDown Women’s Championship, stając się pierwszą kobietą w WWE, która wygrała osiem mistrzostw kobiet. Na imprezie, kiedy to po raz pierwszy kobiety brały udział, w głównym wydarzeniu WrestleMania, Flair straciła mistrzostwo w Winner Takes All zarówno o jej SmackDown Women’s Championship, jak i należące do Rondy Rousey Raw Women’s Championship, kiedy Lynch przypięła Rousey, by zdobyć oba tytuły.

#### NXT Women’s Champion i przerwa (2019–2020)
Krótko po WrestleManii, Flair kontynuowała feud z Lynch o mistrzostwo kobiet SmackDown, stwierdzając, że nie została pokonana na WrestleManii. Na Money in the Bank odzyskała tytuł, pokonując Lynch po ingerencji Lacey Evans. Po meczu obie kontynuowały atak na Lynch, dopóki Bayley nie zdołała jej obronić. Bayley, która wcześniej tego wieczoru wygrała kontrakt Money in the Bank, pokonała Flair, kończąc jej panowanie po zaledwie 4 minutach i 52 sekundach, odpowiednio najkrótszym panowaniem Flair w historii i najkrótszym dla tego tytułu. Po Money in the Bank Lynch skupiła się na obronie swojego tytułu na Raw, kończąc trwający prawie rok feud między nimi.
Po krótkiej przerwie Flair powróciła 16 lipca na SmackDown. Tydzień później nazwała siebie „największą kobiecą supergwiazdą wszech czasów” i rozpoczęła krótki feud z WWE Hall of Famer Trish Stratus. Na SummerSlam, Flair pokonał Stratus, w meczu emerytury Stratus. Po tym zwycięstwie, Flair uznała, że zasłużyła na szansę na Mistrzostwa Kobiet SmackDown i ponownie rozpoczęła feud z Bayley. 15 września na Clash of Champions Bayley zachowała tytuł, w walce z Flair, po tym jak wepchnęła ją w śrubę od narożnika. 6 października na Hell in a Cell Flair pokonała Bayley, wygrywając jej rekordowe piąte Mistrzostwa Kobiet SmackDown, oraz dziesiąte mistrzostwa kobiet w głównym składzie WWE. Pięć dni później, na SmackDown, Flair straciła tytuł z powrotem do Bayley.
W ramach draftu 2019 Flair została przeniesiona do marki Raw. W listopadzie Flair została ujawniona jako kapitan Team Raw, na Survivor Series, gdzie Team Raw i SmackDown przegrał z Team NXT. Następnej nocy na Raw, Flair przegrała z Asuką, po odwróceniu uwagi przez jej tag team partnerkę Kairi Sane. Następnie Flair połączyła siły z Becky Lynch, aby zmierzyć się z The Kabuki Warriors (Asuka i Kairi Sane) o WWE Women’s Tag Team Championship, w Tables, Ladders and Chairs matchu na TLC: Tables, Ladders & Chairs, ale nie udało im się wygrać.
26 stycznia 2020 roku na Royal Rumble, Flair wygrała mecz Royal Rumble, ostatecznie eliminując Shaynę Baszler. Flair spędziła tygodnie, drażniąc się z ogłoszeniem dotyczącym jej przeciwnika na WrestleManii 36, co doprowadziło do konfrontacji z mistrzynią kobiet NXT, Rheą Ripley na Raw i NXT. Na NXT TakeOver: Portland, po tym, jak Ripley zachowała mistrzostwo przeciwko Bianca Belair, Flair zaatakowała Ripley od tyłu i przyjęła wyzwanie Ripley, by zmierzyć się z nią o mistrzostwo kobiet NXT na WrestleManii 36. To był pierwszy raz, kiedy zwycięzca Royal Rumble wybrał mistrzostwa NXT, o które będzie walczył na WrestleManii, które wcześniej były niekwalifikowalne, a także oznaczało, że po raz pierwszy mistrzostwo NXT zostanie obronione na WrestleManii. Na imprezie Flair pokonała Ripley i zdobyła drugi raz NXT Women’s Championship, remisując rekord z Baszler i wygrywając swoje rekordowe, dwunaste mistrzostwo kobiet. Na NXT TakeOver: In Your House, Flair straciła NXT Women’s Championship na rzecz Io Shirai w potrójnym meczu z udziałem Rhea Ripley, kończąc jej panowanie po 63 dniach i sprawiając, że jej drugie panowanie jako mistrzyni było najkrótszym panowaniem w historii mistrzostw. Później Flair ogłosiła, że będzie miała przerwę na kolejną operację implantów piersi.

#### Grand Slam Champion i sojusz z Asuką (2020–2021)
20 grudnia 2020, na gali TLC: Tables, Ladders & Chairs, Flair powróciła jako tajemnicza partnerka Raw Women’s Champion, Asuki, aby zmierzyć się z mistrzyniami Nią Jax i Shayną Baszler o WWE Women’s Tag Team Championship. Charlotte wykonała swój ruch kończący, Natural Selection na Baszler, przypinając ją i wygrywając swoje pierwsze WWE Women’s Tag Team Championship, czyniąc Asukę piątą, kobiecą podwójną mistrzynią i siebie czwartą, kobiecą Grand Slam Champion oraz piątą, kobiecą Triple Crown Champion.
Rywalizacja ucichła kiedy Flair i Asuka reprezentowały tytuły częściej na SmackDown, niż na Raw, gdzie znajdowały się Jax i Baszler. Na Raw zaś Asuka zmagała się z przerażającą Alexą Bliss, nad którą 25 stycznia 2021 zachowała Raw Women’s Championship, a Charlotte była skupiona na Lacey Evans, która dopiero co związała się z jej ojcem, Rikiem Flairem. Oprócz tego Charlotte czasami wdawała się w konfrontacje słowne z byłymi mistrzyniami. 25 stycznia również, gdy Asuka była zajęta sukcesywną obroną tytułu nad Bliss, Flair zmierzyła się w meczu pojedynczym z Baszler, który zakończył się brakiem rezultatu. Następnie sprzymierzyła się z Daną Brooke i Mandy Rose, aby zostać pokonanymi przez Jax, Baszler i Evans, w meczu który początkowo zakończył się wyliczeniem, z korzyścią dla drużyny Charlotte, ale obie strony zgodziły się na restart. Po tym ogłoszono, że Nia i Shayna dostają rewanż o tytuły na Royal Rumble. Asuka i Flair na gali straciły tytuły, po tym jak Lacey Evans zaatakowała Charlotte, podczas gdy sędzia nic nie widział.
23 lutego Asuka odtrąciła Charlotte, po tym jak została kopnięta przez nią big bootem, w walce z Jax i Baszler. Podczas walki Asuka zainkasowała prawdziwe kopnięcie od Shayny Baszler, przez które legalnie dostała wstrząsu mózgu i straciła ząb. W ujęciu widać wypadający ząb Asuki i jak Baszler schyla się i sprawdza czy z Japonką wszystko w porządku, a następnie kontynuują walkę. Po jej zakończeniu mistrzyni trzymała się, w okolicach głowy, lecz oficjalnie WWE przez następne dwa tygodnie nie potwierdziło, co było powodem nieobecności Asuki.
Podczas przerwy Flair mówiła o swoich ambicjach dotyczących tytułu Asuki. Wyznała, że chce się zmierzyć ze swoją byłą już partnerką na WrestleManii 37 o tytuł kobiet Raw, lecz niedługo później znikła z WWE TV, a jak później ogłosiła, na jej oficjalnym Twitterze, powodem przerwy było zakażenie się wirusem COVID-19.

#### Szansa (2021–obecnie)
Flair powróciła dzień po WrestleManii 37, 12 kwietnia 2021. Wyraziła swoje niezadowolenie z tego, że była nieobecna na WrestleManii po raz pierwszy od 5 lat. Odniosła się również do wielu komentarzy odnośne tego, że „kradnie szanse”, zamiast tego nazywając sama siebie „Szansą”. Tego samego dnia spowodowała dyskwalifikacje, w rewanżu pomiędzy Asuką i nową mistrzynią kobiet Raw Rheą Ripley o Raw Women’s Championship, kiedy to zaatakowała obie zawodniczki. Tydzień później Asuka pokonała Flair, dzięki czemu zyskała miano pretendenckie do mistrzostwa kobiet Raw na WrestleManii Backlash, co zostało oficjalnie ogłoszone 3 maja, przed kolejnym odcinkiem Raw. Flair po przegranej walce z Asuką, 19 kwietnia, zaatakowała sędziego, przez co została zawieszona na czas nieokreślony oraz ukarana grzywną w wysokości $100000. 26 kwietnia, Sonya Deville, jako menedżer dyrektora generalnego Raw i SmackDown, Adama Pearce’a, zdjęła karę z Flair, po tym jak ta przeprosiła sędziego. 3 maja, Charlotte zażądała, aby Deville dodała ją do meczu o Raw Women’s Championship, na WrestleManii Backlash, co menedżerka Pearce’a zrobiła. Po ogłoszeniu tej informacji druga pretendentka Asuka i mistrzyni Rhea Ripley skonfrontowały się z Flair, która została zbojkotowana przez przeciwniczki. Zdenerwowana Flair zaatakowała mistrzynię, a Asuka wyrzuciła Charlotte z ringu, następnie celebrując dominację nad przeciwniczkami. Na WrestleManii Backlash Ripley odniosła zwycięstwo nad obiema pretendentkami.
Asuka ponownie pokonała Charlotte na odcinku Raw z 17 maja. Tydzień później Flair odniosła zwycięstwo, w rewanżu, dzięki czemu otrzymała kolejny mecz o Raw Women’s Championship przeciwko Ripley na Hell in a Cell. Na gali Flair zwyciężyła przez dyskwalifikację, po tym jak jej przeciwniczka zaatakowała ją przykryciem od stołu komentatorskiego. Charlotte zażądała rewanżu na Money in the Bank, który otrzymała i wygrała, zostając po raz piąty posiadaczką Raw Women’s Championship. Dzień po Money in the Bank, na Raw 19 lipca WWE Official Adam Pearce oraz jego menedżerka Sonya Deville wyznaczyli Flair do obrony tytułu, w walce rewanżowej tej samej nocy. Ripley pokonała Flair przez dyskwalifikację, po czym obie wdały się, w bójkę. Zareagowała na to posiadaczka kontraktu Money in the Bank Nikki A.S.H., która wykorzystała kontrakt i pokonała Charlotte, aby odebrać jej mistrzostwo. Uczyniło to Charlotte najkrócej panującą mistrzynią, w historii Raw Women’s Championship. Odzyskała tytuł 21 sierpnia na SummerSlam, pokonując Nikki A.S.H. i Rheę Ripley, w Triple Threat matchu. Obroniła mistrzostwo w walce z Nią Jax na Raw z 6 września, a następnie w pojedynku z Alexą Bliss na Extreme Rules. 
Na skutek Draftu 2021 Flair została przeniesiona do brandu SmackDown, wciąż jako mistrzyni Raw Women’s. Z racji tego, iż jej mistrzostwo było ekskluzywne dla brandu Raw, Flair wymieniła się tytułami z ówczesną posiadaczką WWE SmackDown Women’s Championship Becky Lynch, zostając sześciokrotną mistrzynią SmackDown Women’s.

## Życie osobiste
Fliehr jest córką Rica Flaira i jego ówczesnej żony, Elizabeth. Ma starszą siostrę przyrodnią, Megan, i starszego brata przyrodniego, Davida. Jej młodszy brat, Reid, zmarł w marcu 2013 roku. Uczęszczała do Providence High School, gdzie grała w siatkówkę, a później do Appalachian State University. Przeniosła się jednak do North Carolina State University, ukończyła tam studia i zdobyła licencjat Bachelor of Science wiosną 2008 roku. Zanim podjęła karierę wrestlerki, była trenerem personalnym.
W 2013 wyszła za mąż za Thomasa Latimera, wrestlera walczącego dla Total Nonstop Action, znanego też pod pseudonimem ringowym Bram. Rozwiedli się w 2015 roku.
W 2020 roku zaręczyła się z walczącym dla WWE wrestlerem Andrade Cienem Almasem. W marcu ogłosiła, że była zakażona wirusem COVID-19.

## Mistrzostwa i osiągnięcia
- Pro Wrestling Illustrated
  - Feud roku (2016) vs. Sasha Banks
  - Debiutant roku (2014)
  - Zawodniczka roku (2016)[134]
  - PWI umieściło ją na 6. miejscu w top 50 wrestlerek rankingu PWI Female 50 w 2015[135]
  - PWI umieściło ją na 1. miejscu w top 50 wrestlerek rankingu PWI Female 50 w 2016[136]
- Wrestling Observer Newsletter
  - Najgorszy feud (2015) Team PCB vs. Team B.A.D. vs. Team Bella
- WWE
  - WWE Divas Championship (1 raz)[32]
  - NXT Women’s Championship (2 razy)
  - WWE Raw Women’s Championship (6 razy)[137]
  - WWE SmackDown Women’s Championship (6 razy, obecnie)[137]
  - WWE Women’s Tag Team Championship (1 raz) – z Asuką[138]
  - Zwyciężczyni Royal Rumble matchu kobiet (2020)[139]
  - Czwarta, kobieca Grand Slam Champion
  - Piąta, kobieca Triple Crown Champion
  - WWE End-Year Awards (1 raz)
    - Walka roku (2018) vs. Becky Lynch na Evolution[140]